# وارکرفت: از خون و افتخار
وارکرفت: از خون و افتخار (به انگلیسی: Warcraft: Of Blood and Honor) یک رمانک اثر کریس متزن است که در دنیای وارکرفت اتفاق می‌افتد.

## توضیحات

#### از پشت کتاب
عنوان کتاب، «از خون و افتخار»، مستقیماً با احساس شرافت عظیمی که شخصیت اصلی تیریون فوردرینگ تجربه می‌کند، پیوند دارد. این عنوان از کلمات باستانی انسان آمده است: «Esarus thar no'Darador»، که «با خون و افتخار خدمت می‌کنیم» ترجمه می‌شود. این کلمات اغلب در جلد قبایل مذهبی در جهان آزراث یافت می‌شوند.
پالادین نجیب، تیریون فوردرینگ، همیشه معتقد بود که اورک‌های وحشی شرور و فاسد هستند. او زندگی خود را صرف جنگ بی‌وقفه کرده بود تا بشریت را از خیانت ناپسند آن‌ها محافظت کند. اما یک اقدامی از روی شفقت و افتخار زنجیره ای از حوادث را به حرکت در می آورد که بنیادی ترین اعتقادات تیریون را به چالش می‌کشد و او را مجبور می‌کند یک بار برای همیشه تصمیم بگیرد که چه کسانی آدم و چه کسانی هیولا هستند.